# Alien vs. Predator (franchise)
Alien vs. Predator är en franchise som för tillfället innehåller hittills två filmer, samt ett antal datorspel, konsolspel, mobilspel, serietidningar och böcker.

## Filmer
- AVP: Alien vs. Predator (2004)
- AVP 2: Aliens vs. Predator 2 - Requiem (2007)

## Spel

### 1990-talet
- Alien vs Predator (1993)
- Alien vs Predator: The Last of His Clan (1993)
- Alien vs. Predator (arkadspel) (1994)
- Alien vs Predator (Jaguar) (1994)
- Alien vs Predator (Lynx) (1994, beta)
- Aliens versus Predator (1999)

### 2000-talet
- Aliens versus Predator 2 (2001)
- Aliens versus Predator 2: Primal Hunt (2002)
- Aliens versus Predator: Extinction (Xbox och PS2) (2003)
- Alien vs. Predator (2004)
- Alien vs. Predator (2004)
- Alien vs Predator 2D (2004)
- Alien vs. Predator 3D (2005)
- AVP-R: Predalien Builder (2007)
- AVP-R: Combat Evolved (2007)
- Aliens vs. Predator: Requiem (2007)
- Alien vs. Predator 2 2D: Requiem (2007)
- AvP: VU (2008)

### 2010-talet
- Aliens versus Predator (2010)
- AVP: Evolution (2013)
- Aliens vs. Pinball (2016)

### 1990-talet
- Aliens vs. Predator (1990)
- Aliens/Predator: Deadliest of the Species (1993-1995)
- Aliens vs. Predator: Hunter's Planet (1994)
- Aliens vs. Predator: Prey (1994)
- Aliens vs. Predator: Blood Time (1994)
- Aliens vs. Predator: Duel (1995)
- Aliens vs. Predator: War (1995)
- Aliens vs. Predator: Booty (1996)
- Aliens vs. Predator: War (1996)
- Dark Horse Classics - Aliens versus Predator (1997)
- Aliens vs. Predator: Eternal (1998)
- Aliens vs. Predator: Annual (1999)
  - Aliens vs. Predator: Hell-Bent
  - Aliens vs. Predator: Pursuit
  - Aliens vs. Predator: Lefty's Revenge
  - Aliens vs. Predator: Chained to Life and Death
  - Aliens vs. Predator: Old Secrets
- Aliens vs. Predator: The Web (1999)
- Aliens vs. Predator: Xenogenesis (1999-2000)
- Aliens vs. Predator/Witchblade/Darkness (1999-2000)
  - Overkill (1999)
  - Mindhunter (2000)

### 2000-talet
- Aliens versus Predator versus The Terminator (2000)
- Alien vs. Predator: Thrill of the Hunt (2004)
- Alien vs. Predator: Whoever Wins... We Lose (2005)
- Alien vs. Predator: Civilized Beasts (2006)
- Superman and Batman versus Aliens and Predator (2007)
- Aliens vs. Predator Omnibus: Volume 1 (2007)
- Aliens vs. Predator Omnibus: Volume 2 (2007)
- Alien vs. Predator: Sand Trap (2007)
- Alien vs. Predator: Dead Space (2008)
- Aliens/Predator Free Comic Book Day (2009)

### 2010-talet
- Aliens vs. Predator: Three World War (2010)
- Aliens vs. Predator: Special Collector's Edition (2010)
- AVP: Alien vs. Predator: Fire and Stone (2014)
- AVP: Alien vs. Predator: Life and Death (2016-2017)